# Истјеја-Едипсос
Истјеја-Едипсос (грч. Ιστιαία-Αιδηψός) је општина у Грчкој. По подацима из 2011. године број становника у општини је био 21.083.

## Историја
Едипсос је античко бањско место са топлом лековитом сумпорном водом, које се налази средњој Грчкој. Бања је смештена на острву Ејбеји. Ту је првих неколико месеци 1916. године боравио стари српски краљ Петар I Карађорђевић. Општински одбор тог места је априла 1916. године на предлог председника општине решио да једној од улица у Едипсосу да назив "Улица Краља српског Петра".

## Становништво
| 2011.  |
| ------ |
| 21,083 |